# 苏维埃茨科耶农村居民点 (伏尔加格勒州)
苏维埃茨科耶农村居民点（俄语：Советское сельское поселение）是俄罗斯联邦伏尔加格勒州卡拉奇区所属的一个农村居民点。其下辖有4个居民点，行政中心为沃尔戈东斯科伊。据2016年统计，该农村居民点的人口为6118人。第二次世界大战苏德战争期间，苏联红军于1942年11月19日于顿河北岸及东面发动反击包围战，攻击被困在史太林格勒城区进行巷战中的德军第六军团。到了11月23日，南北两支苏军在顿河畔卡拉奇苏维埃斯基村附近会师，成功切断第六军团从西面的补给线，使第六军团全面被包围，第六军团最后被全歼。